# Sân vận động Quốc gia Nhật Bản
Sân vận động Quốc gia (国立競技場 (Quốc lập Cạnh kỹ trường) Kokuritsu kyōgijō) của Nhật Bản, trước đây gọi là Sân vận động Quốc gia Mới (新国立競技場 (Tân Quốc lập Cạnh kỹ trường) Shin Kokuritsu Kyōgijō, để phân biệt với Sân vận động Quốc gia cũ) là một sân vận động đa năng ở Kasumigaoka, Shinjuku, Tokyo, Nhật Bản. Sân vận động đóng vai trò là sân vận động chính cho lễ khai mạc và bế mạc, cũng như địa điểm cho các nội dung thi đấu điền kinh tại Thế vận hội Mùa hè 2020 và Thế vận hội Người khuyết tật Mùa hè 2020 vào năm 2021.

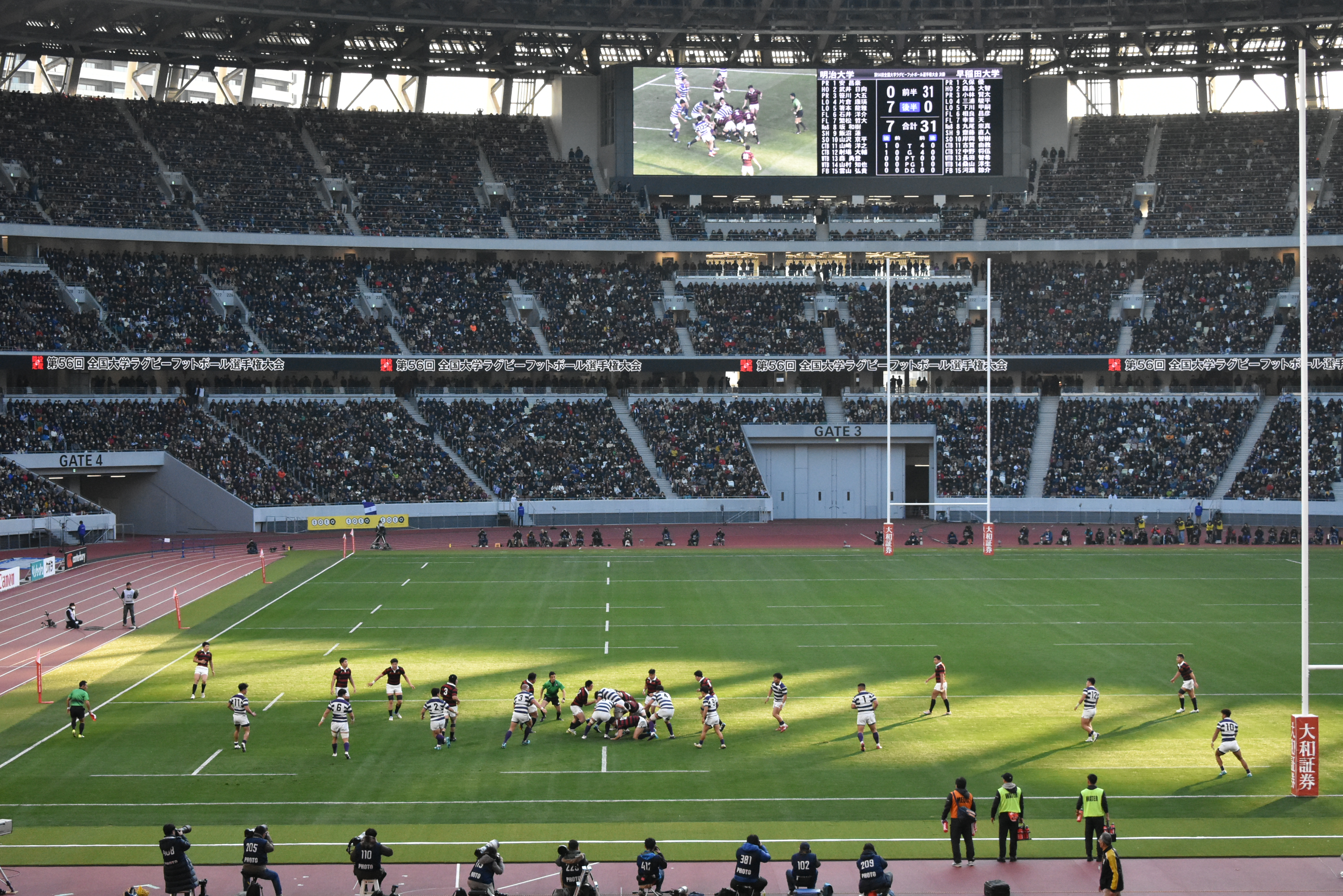
Trận đấu bóng bầu dục cổ điển giữa Đại học Meiji và Đại học Waseda tại Giải vô địch bóng bầu dục Đại học toàn Nhật Bản lần thứ 56 - Chung kết

Việc phá bỏ Sân vận động Quốc gia cũ đã được hoàn thành vào tháng 5 năm 2015, cho phép việc xây dựng sân vận động mới bắt đầu vào ngày 11 tháng 12 năm 2016.
Các kế hoạch ban đầu cho sân vận động mới đã bị Thủ tướng Nhật Bản Abe Shinzō hủy bỏ vào tháng 7 năm 2015, người đã công bố một sự phản kháng sau một cuộc phản đối kịch liệt vì chi phí xây dựng tăng lên. Kết quả là thiết kế mới chưa sẵn sàng cho Giải vô địch bóng bầu dục thế giới 2019, như dự định ban đầu. Một thiết kế mới được tạo ra do kiến trúc sư Kuma Kengo đã được lựa chọn vào tháng 12 năm 2015 để thay thế cho thiết kế ban đầu, được hoàn thành vào ngày 30 tháng 11 năm 2019.

## Lịch sử
Sau khi Tokyo nộp hồ sơ dự thầu Thế vận hội Mùa hè 2020, đã có cuộc nói chuyện về việc có thể cải tạo hoặc xây dựng lại Sân vận động Olympic quốc gia. Sân vận động sẽ tổ chức lễ khai mạc và bế mạc cũng như các sự kiện điền kinh.
Nó đã được xác nhận vào tháng 2 năm 2012 rằng sân vận động sẽ bị phá hủy và xây dựng lại, và nhận được một bản nâng cấp trị giá 1 tỷ bảng Anh. Vào tháng 11 năm 2012, các kết xuất của sân vận động quốc gia mới đã được tiết lộ, dựa trên một thiết kế của kiến trúc sư Zaha Hadid. Sân vận động đã bị phá hủy vào năm 2015 và sân vận động mới ban đầu dự kiến hoàn thành vào tháng 3 năm 2019. Sân vận động mới sẽ là nơi tổ chức các môn điền kinh, bóng bầu dục, một số trận đấu bóng đá và lễ khai mạc và bế mạc Thế vận hội và Paralympics.
Do hạn chế về ngân sách, chính phủ Nhật Bản đã công bố một số thay đổi đối với thiết kế của Hadid vào tháng 5 năm 2015, bao gồm hủy bỏ kế hoạch xây dựng một mái che có thể thu vào và chuyển đổi một số chỗ ngồi cố định thành chỗ ngồi tạm thời. Diện tích khu vực cũng giảm từ 71 mẫu Anh (290.000 m2) xuống còn 52 mẫu Anh (210.000 m2). Một số kiến trúc sư nổi tiếng của Nhật Bản, bao gồm Ito Toyo và Maki Fumihiko, đã chỉ trích thiết kế của Hadid, với Ito so sánh nó với một con rùa và Maki gọi nó là một con voi trắng; những người khác chỉ trích sự xâm lấn của sân vận động vào các khu vườn bên ngoài của đền Meiji. Isozaki Arata, mặt khác, nhận xét rằng anh "đã bị sốc khi thấy rằng sự năng động có trong bản gốc đã biến ra" trong việc thiết kế lại kế hoạch ban đầu của Hadid.
Mái che của sân vận động mới đặc biệt có vấn đề từ góc độ kỹ thuật, vì nó đòi hỏi phải xây dựng hai vòm thép dài 370 m (1.210 ft). Ngay cả sau khi thay đổi thiết kế, sân vận động được ước tính có giá hơn 300 tỷ yên, gấp hơn ba lần so với sân vận động Olympic ở Luân Đôn và gấp hơn năm lần so với sân vận động Olympic ở Bắc Kinh.
Chính phủ Nhật Bản đã đạt được thỏa thuận vào tháng 6 năm 2015 với Tập đoàn Taisei và Tập đoàn Takenaka để hoàn thành sân vận động với tổng chi phí khoảng 250 tỷ yên. Kế hoạch mới duy trì thiết kế vòm thép trong khi giảm sức chứa vĩnh viễn của sân vận động xuống còn 65.000 chỗ ngồi ở chế độ đường chạy điền kinh với thêm 15.000 chỗ ngồi đơn giản có sẵn, cho phép sức chứa tăng lên 80.000 chỗ ngồi cho bóng đá và Giải vô địch bóng bầu dục thế giới 2019.
Tuy nhiên, vào ngày 17 tháng 7 năm 2015, Thủ tướng Nhật Bản Abe Shinzō tuyên bố rằng kế hoạch xây dựng Sân vận động Quốc gia mới sẽ bị hủy bỏ và phản đối khi giữa sự bất bình của công chúng về chi phí xây dựng sân vận động. Do đó, Abe nói rằng một địa điểm thay thế sẽ phải được chọn cho Giải vô địch bóng bầu dục thế giới, vì sân vận động mới sẽ không sẵn sàng cho đến Thế vận hội Mùa hè 2020.
Kể từ ngày 28 tháng 8 năm 2015, Chính phủ Nhật Bản đã ban hành các tiêu chuẩn mới cho việc tái thiết Sân vận động Quốc gia. Sức chứa cố định sẽ là 68.000 chỗ ngồi và có thể mở rộng lên 80.000 chỗ ngồi thông qua việc sử dụng ghế tạm thời trên đường chạy điền kinh. Chính phủ cũng từ bỏ mái che có thể thu vào; thay vào đó, một mái che cố định sẽ chỉ được xây dựng trên ghế khán giả.
Ngoài ra, một bảo tàng thể thao và lối đi trên bầu trời là một phần của thiết kế bị loại bỏ đã bị loại bỏ, trong khi các phòng chờ và ghế VIP được giảm xuống, cùng với các cơ sở đỗ xe dưới lòng đất giảm. Những sự cắt giảm này dẫn đến một nền đất có diện tích 198.500 m², ít hơn 13% so với dự kiến ban đầu. Điều hòa không khí cho sân vận động cũng bị bỏ rơi theo yêu cầu của Thủ tướng Nhật Bản Shinzō Abe, và khi được hỏi về việc, Bộ trưởng Thế vận hội Toshiaki Endo nói rằng, "Điều hòa không khí chỉ được lắp đặt ở hai sân vận động trên thế giới và họ chỉ có thể làm mát nhiệt độ bằng 2 hoặc 3°C".
Lo ngại về nhiệt độ trong nhà cũng đã được nâng lên, vì vậy, để giảm chi phí, Sân vận động Quốc gia Mới của Tokyo được xây dựng mà không có máy điều hòa, và mái che chỉ được xây dựng trên ghế khán giả.
Chính phủ đã đưa ra quyết định về các nhà thầu và thiết kế vào tháng 12 năm 2015, với việc xây dựng sẽ bắt đầu muộn nhất vào tháng 12 năm 2016. Các nhà thiết kế đã hợp tác với các nhà thầu để gửi một thiết kế cùng với ước tính chi phí xây dựng và thời gian. Nó đã được tiết lộ rằng đường chạy điền kinh sẽ là một tính năng vĩnh viễn không bị phá hủy để có thêm 12.000 chỗ ngồi cho bất kỳ giá thầu World Cup nào trong tương lai. Kể từ ngày 18 tháng 9 năm 2015, hai nhà thầu đã gửi hồ sơ dự thầu cho quá trình: Tập đoàn Taisei làm việc với kiến trúc sư Kengo Kuma và một tập đoàn của một số nhà thầu lớn của Nhật Bản bao gồm các tập đoàn Takenaka, Shimizu và Obayashi làm việc với kiến trúc sư Ito Toyo. Kiến trúc sư chiến thắng trước đây Zaha Hadid không thể tìm được nhà thầu sẵn sàng làm việc với thiết kế của mình, và do đó buộc phải từ bỏ nỗ lực để gửi lại thiết kế sửa đổi của mình trong giải đấu mới.
Vào ngày 21 tháng 12 năm 2015, Hội đồng Thể thao Nhật Bản đã thông báo rằng Kuma và Tập đoàn Taisei đã được chọn để thiết kế và xây dựng Sân vận động Olympic Quốc gia. Sân vận động bắt đầu xây dựng vào tháng 12 năm 2016 và dự kiến kết thúc vào ngày 30 tháng 11 năm 2019 khi sân vận động sẽ được bàn giao cho Ủy ban Olympic Quốc tế (IOC) cho các môn thi đấu cần thiết và chuẩn bị cho buổi lễ, bao gồm các sự kiện thử nghiệm. Thiết kế mới sẽ có sức chứa 68.089 chỗ ngồi ở chế độ điền kinh với khả năng xây dựng chỗ ngồi tạm thời trên đường chạy cố định để tạo ra sức chứa tăng lên 80.016 chỗ ngồi. Sức chứa trong Thế vận hội sẽ là 60.102 chỗ ngồi có tính đến các khu vực báo chí và điều hành. Công suất này được giảm thêm cho Paralympics xuống còn 57.750 chỗ ngồi để thêm chỗ ngồi dễ tiếp cận hơn.
Sự kiện thể thao khai mạc của sân vận động, trận chung kết Cúp Thiên Hoàng 2019, diễn ra vào ngày 1 tháng 1 năm 2020. Vissel Kobe đã có lần đầu tiên giành chức vô địch giải đấu này của đội.

## Hình ảnh

### Xây dựng

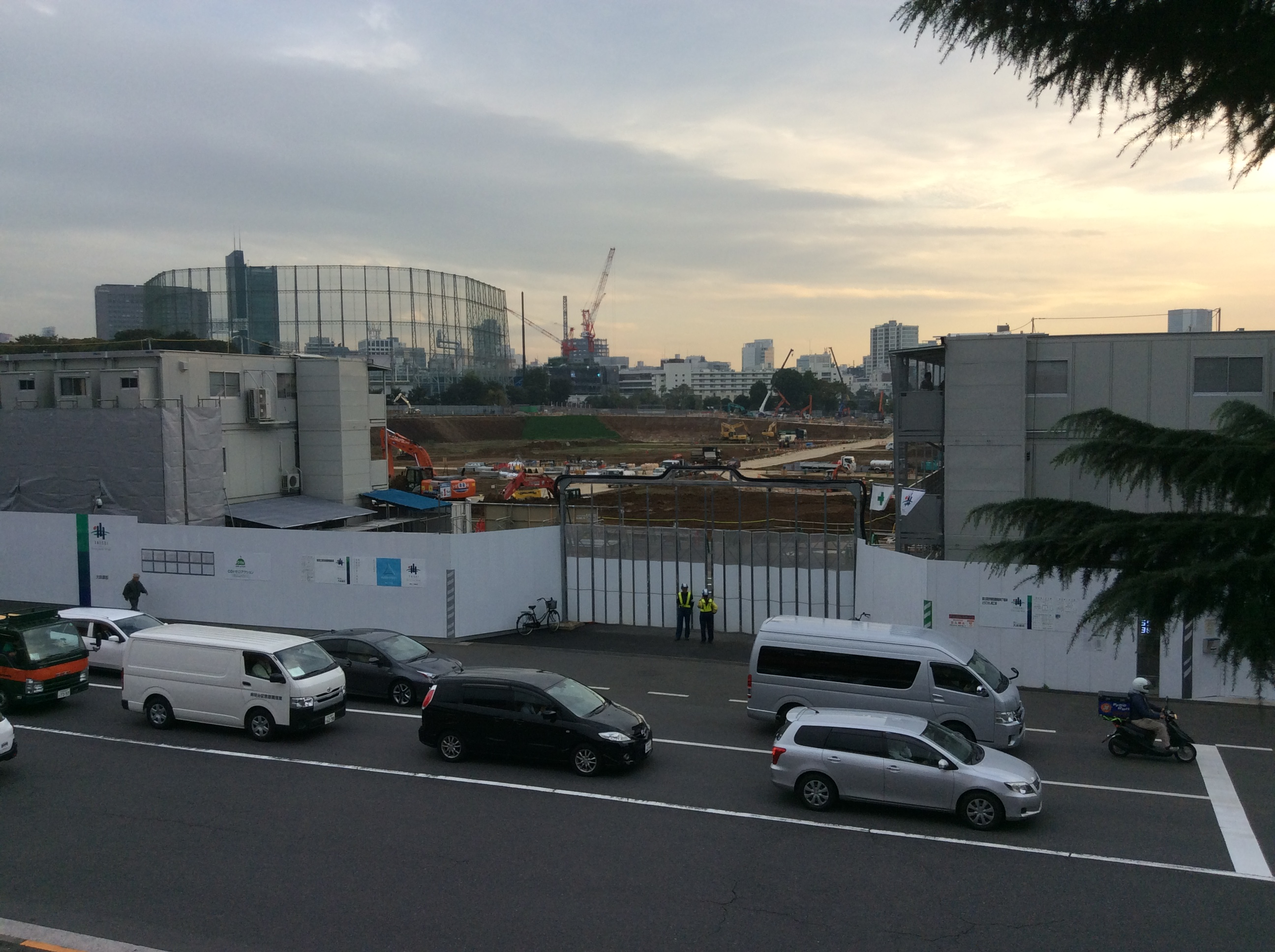
Tháng 11 năm 2016 Không gian trống của sân vận động trước khi xây dựng
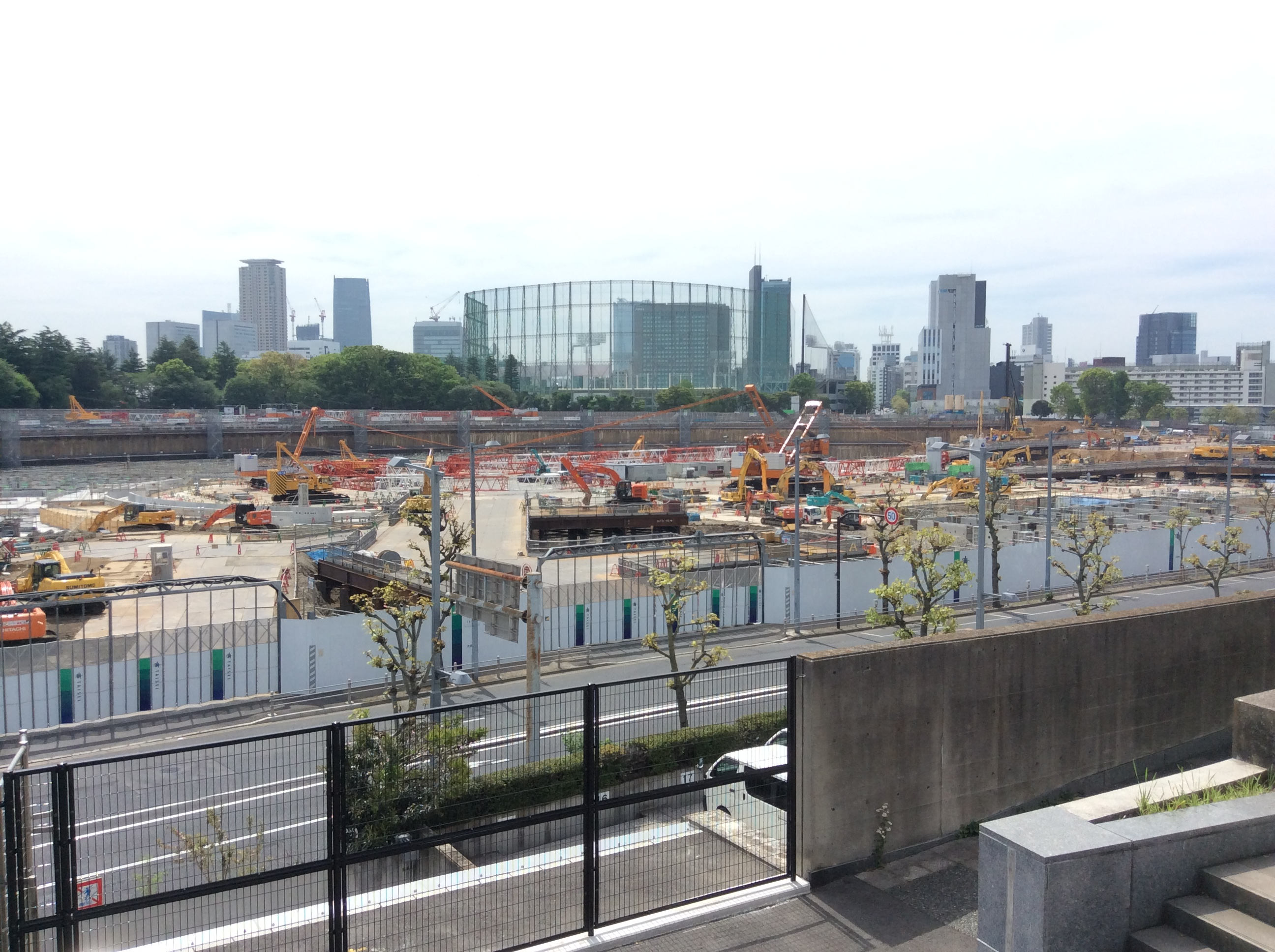
Tháng 5 năm 2017
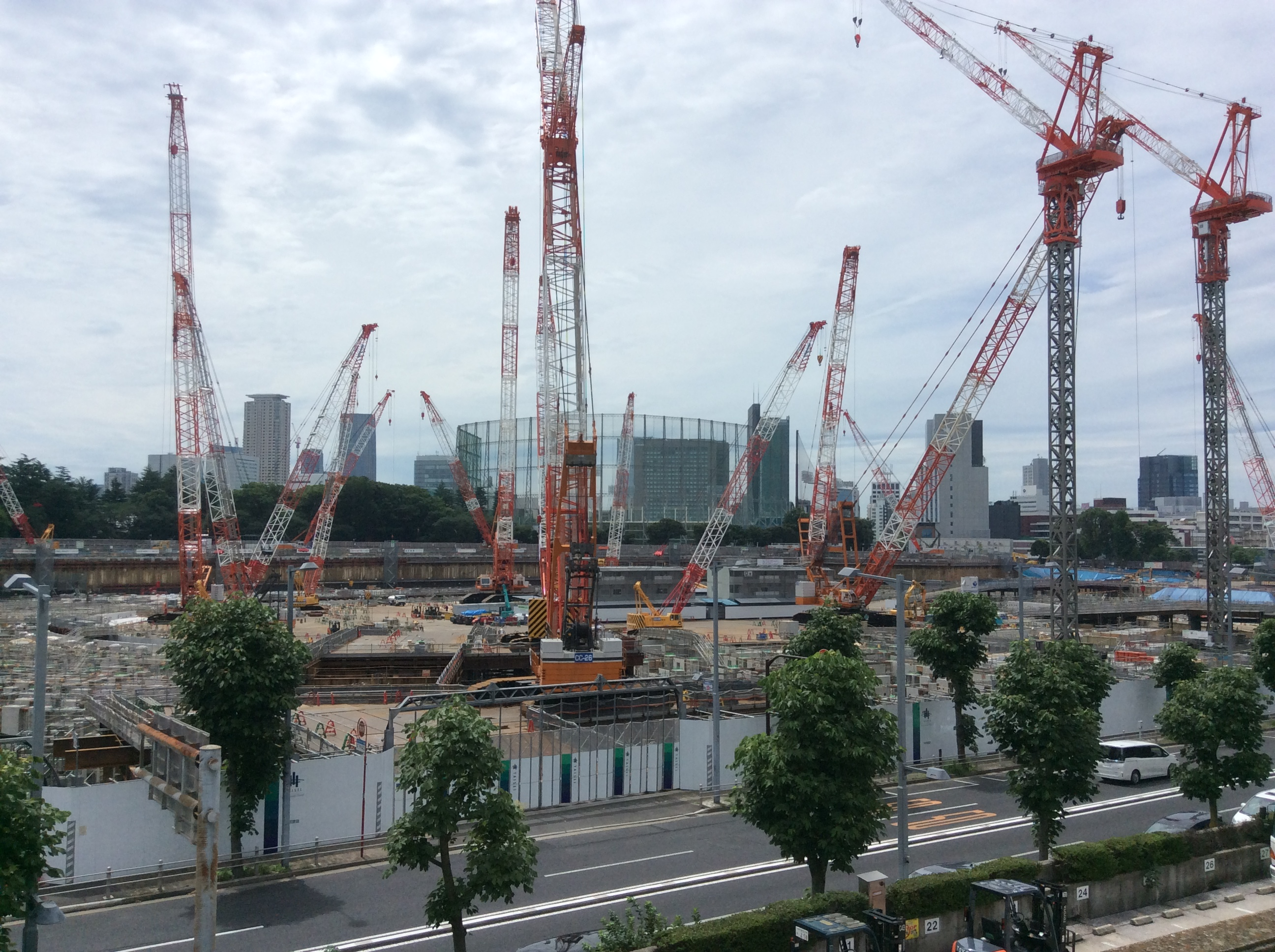
Tháng 7 năm 2017
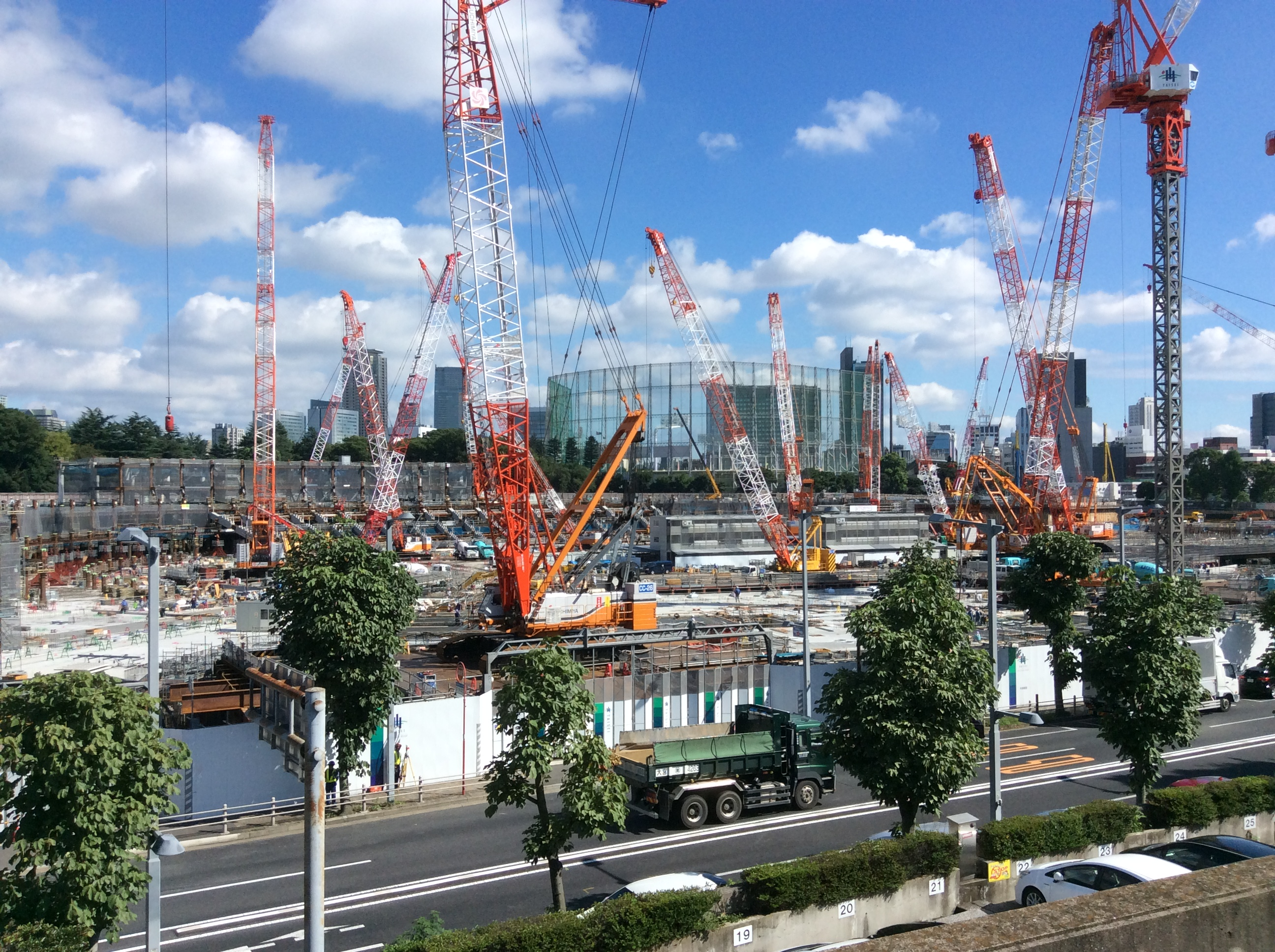
Tháng 9 năm 2017
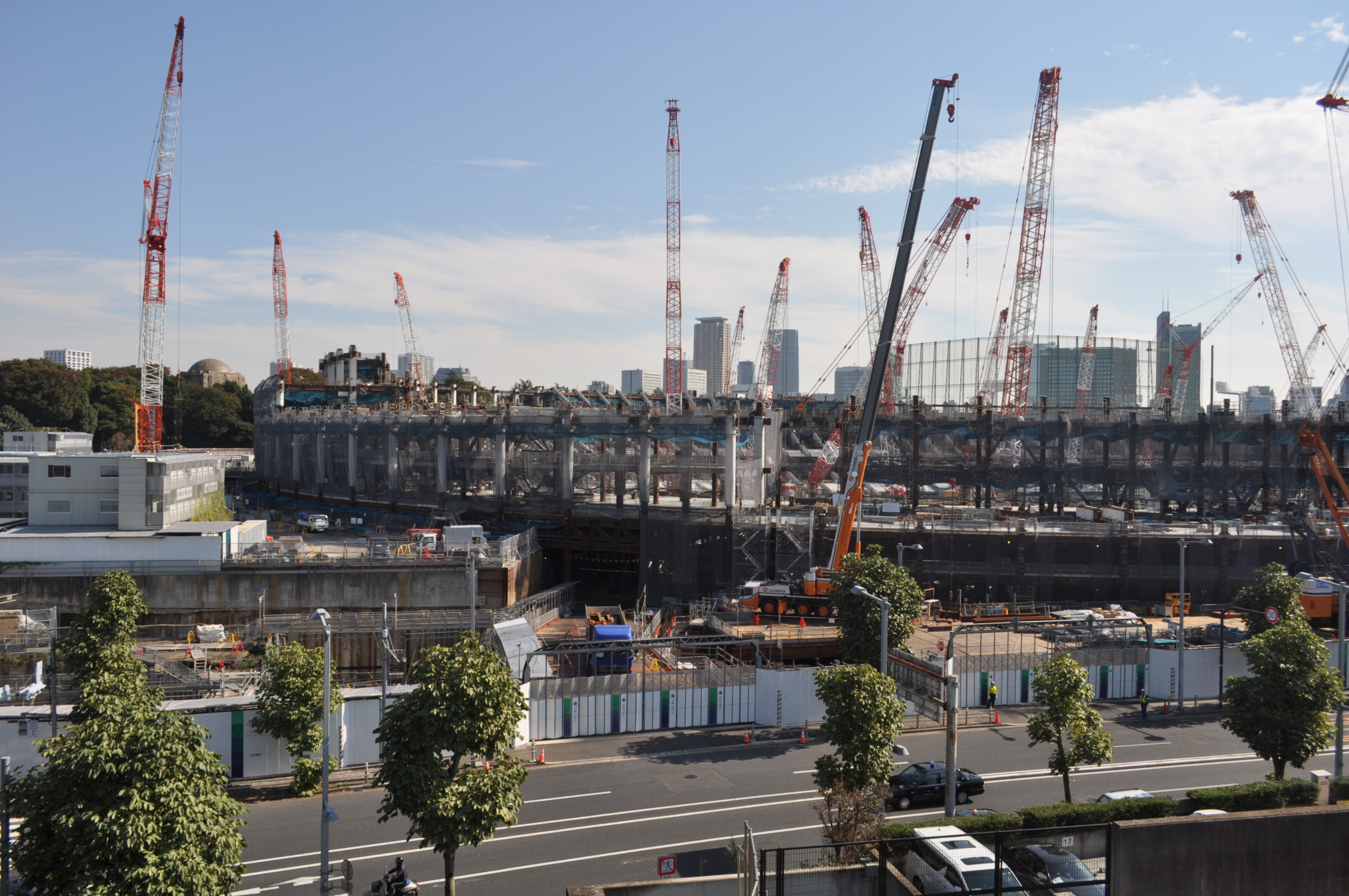
Tháng 11 năm 2017
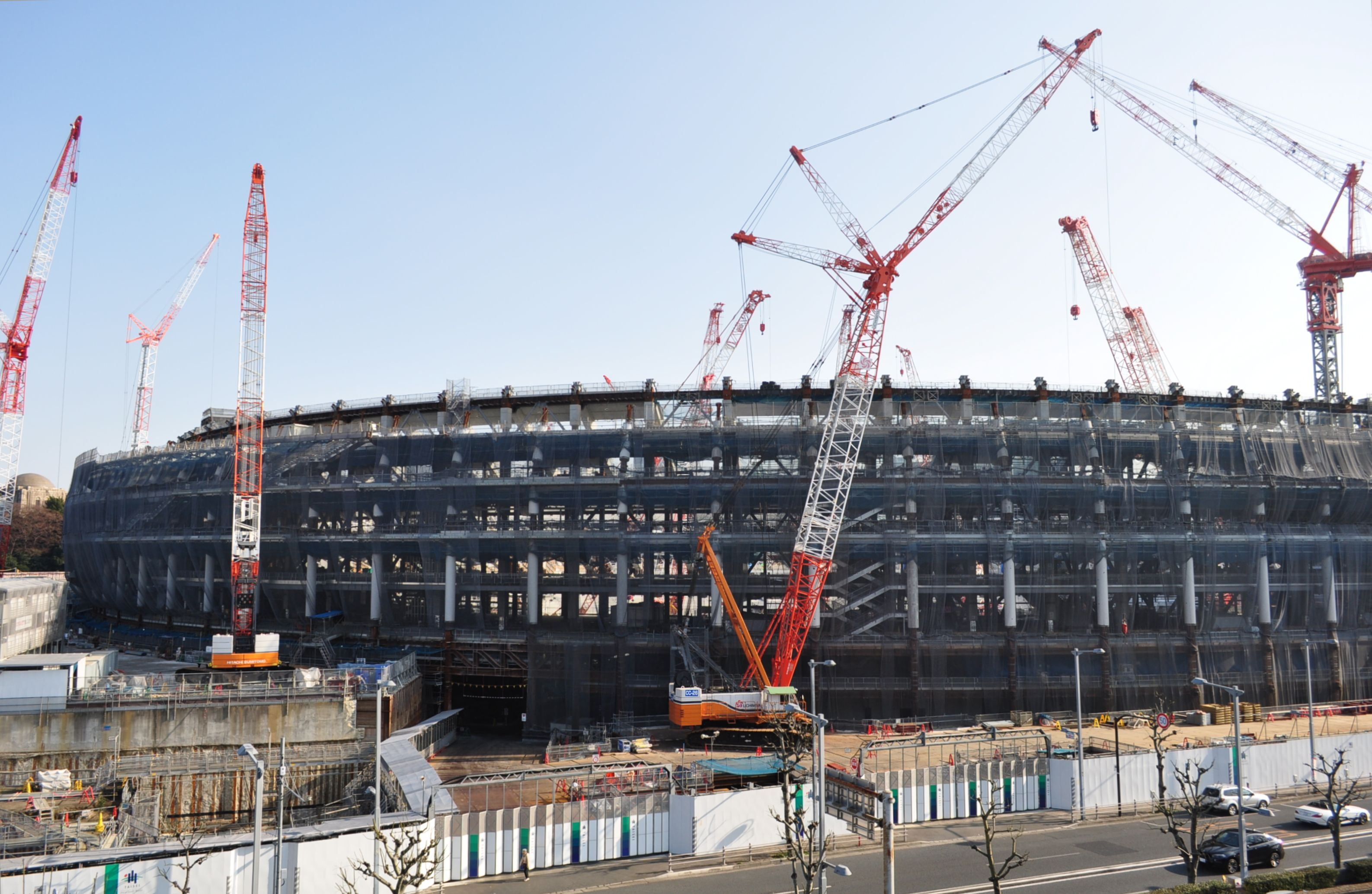
Tháng 1 năm 2018
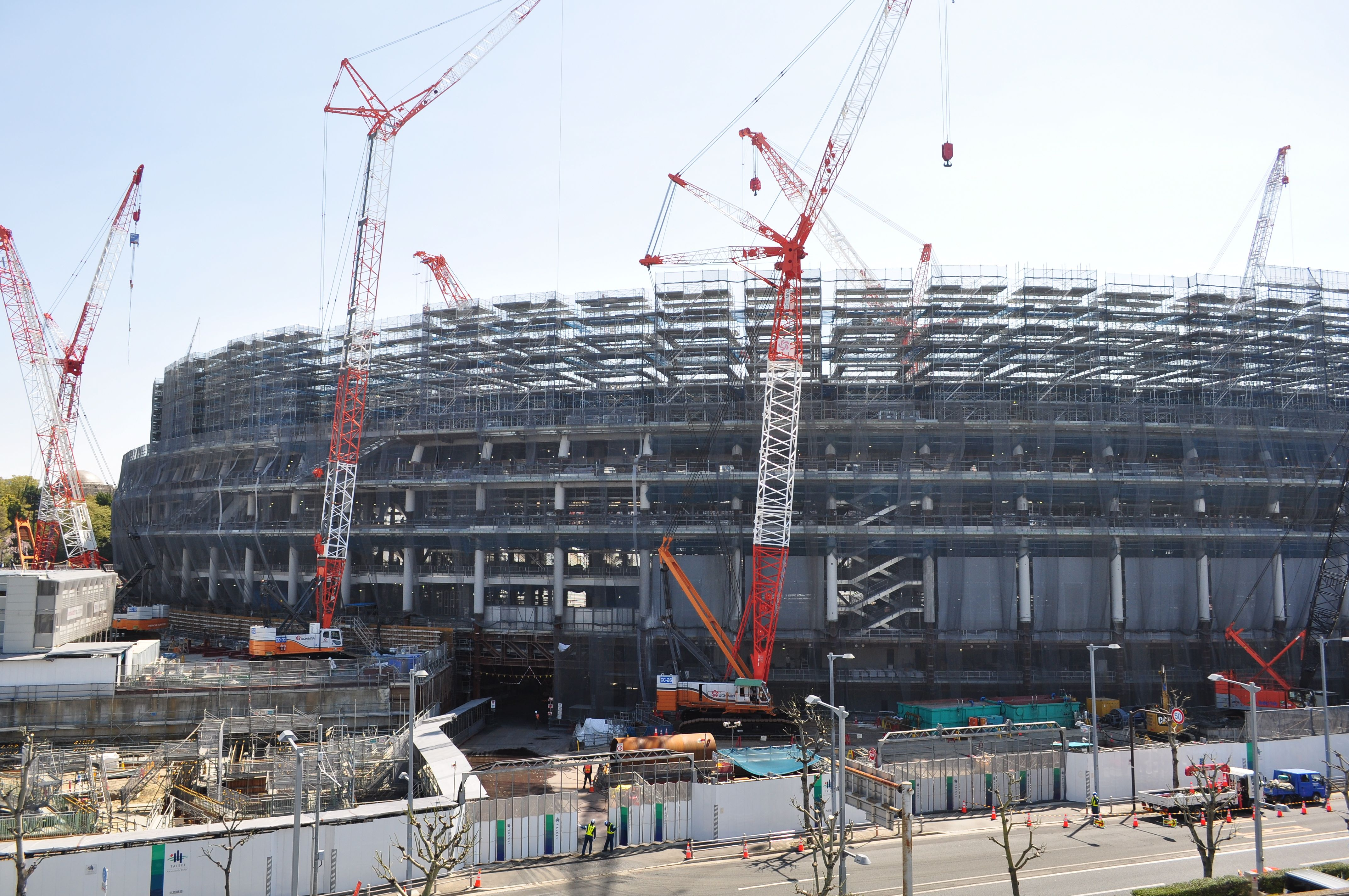
Tháng 3 năm 2018

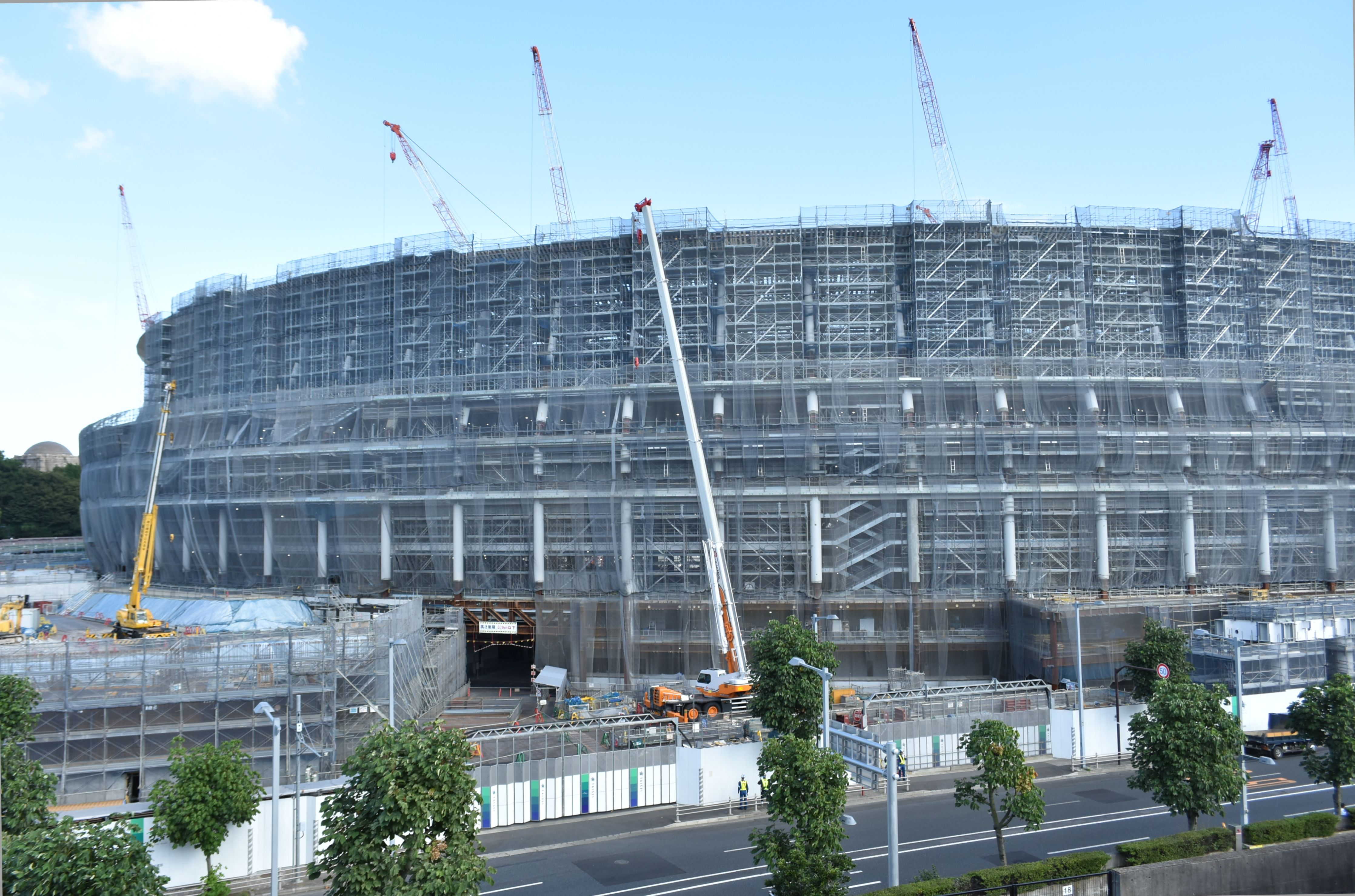
Tháng 8 năm 2018
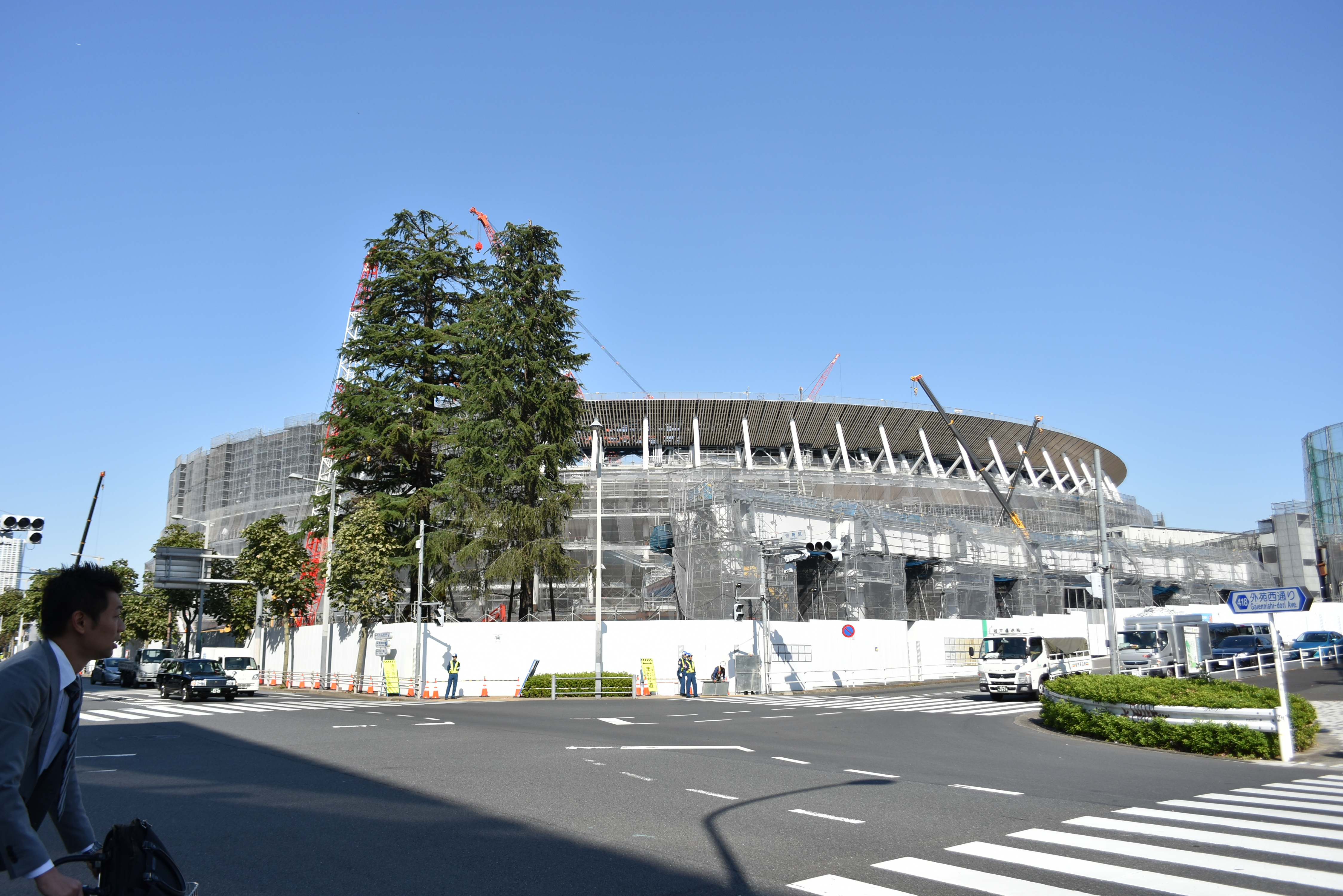
Tháng 10 năm 2018
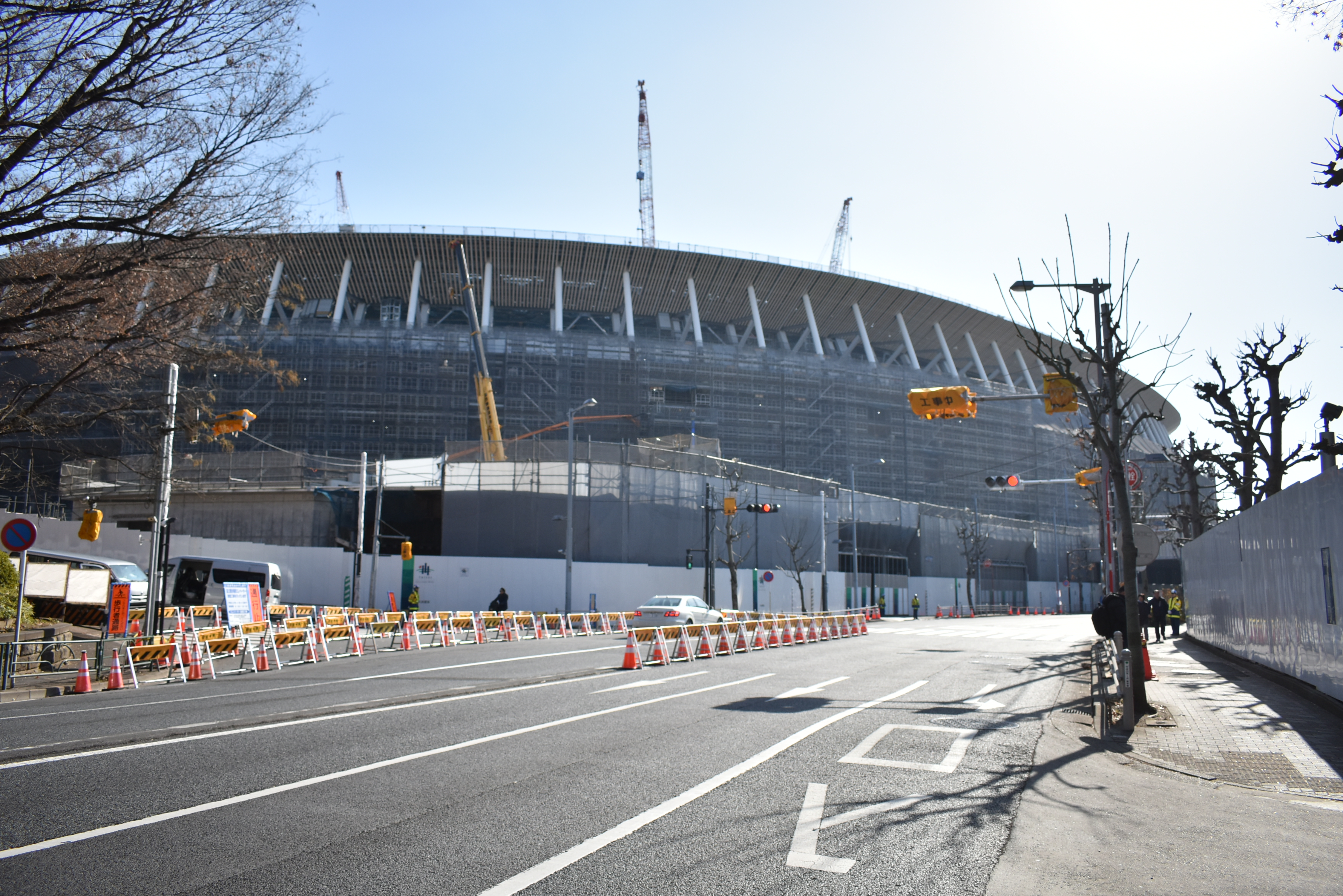
Tháng 1 năm 2019
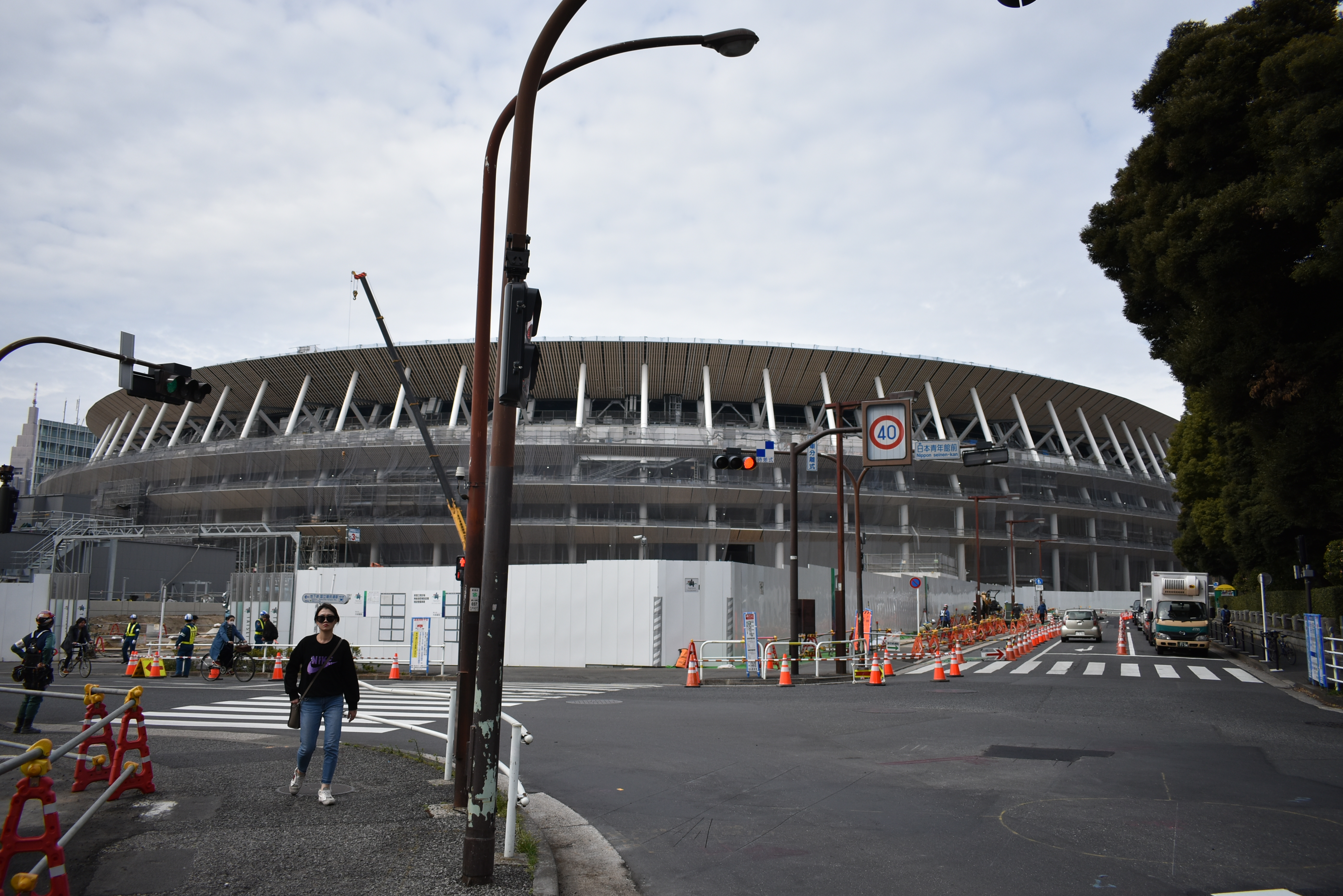
Tháng 3 năm 2019
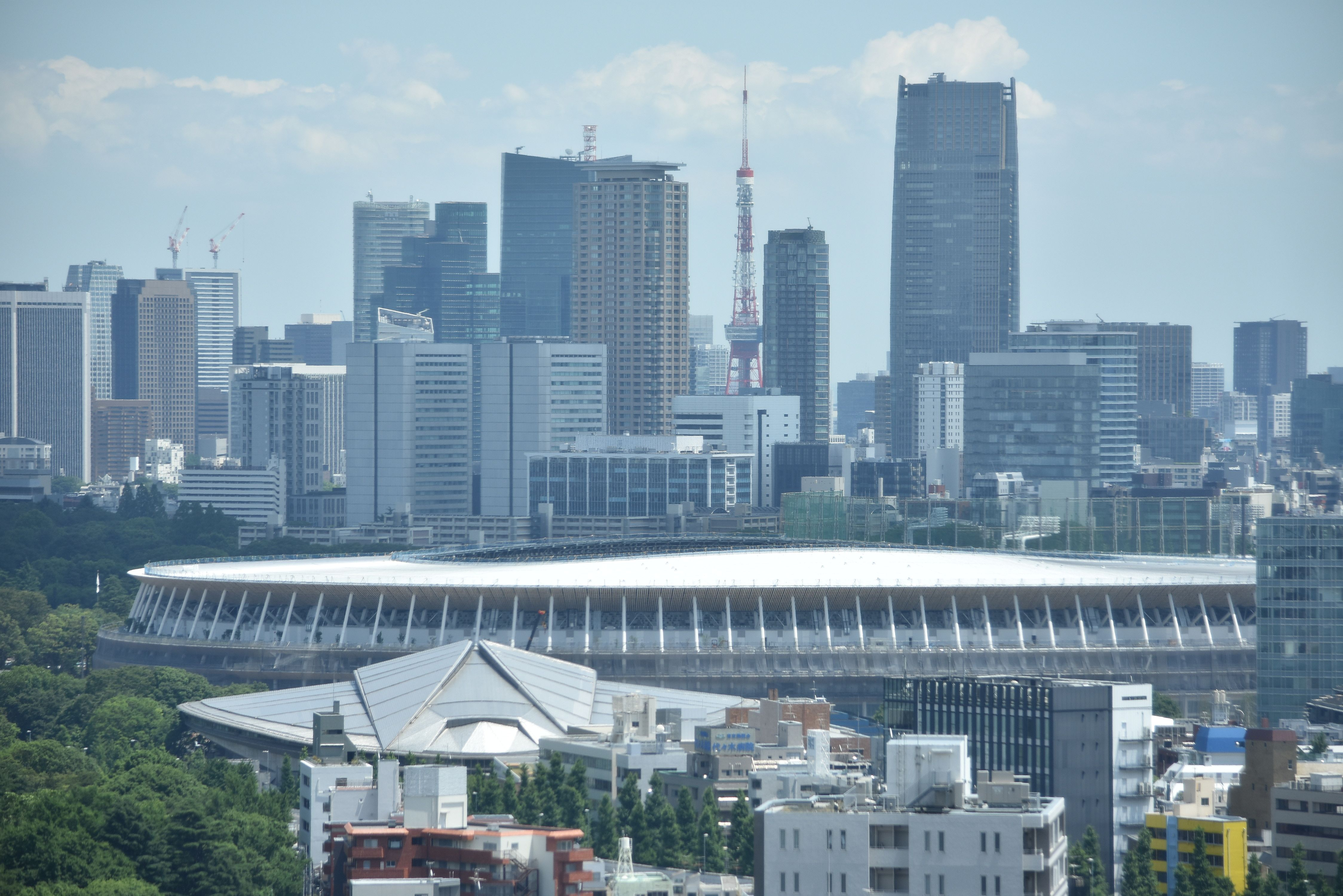
Tháng 5 năm 2019
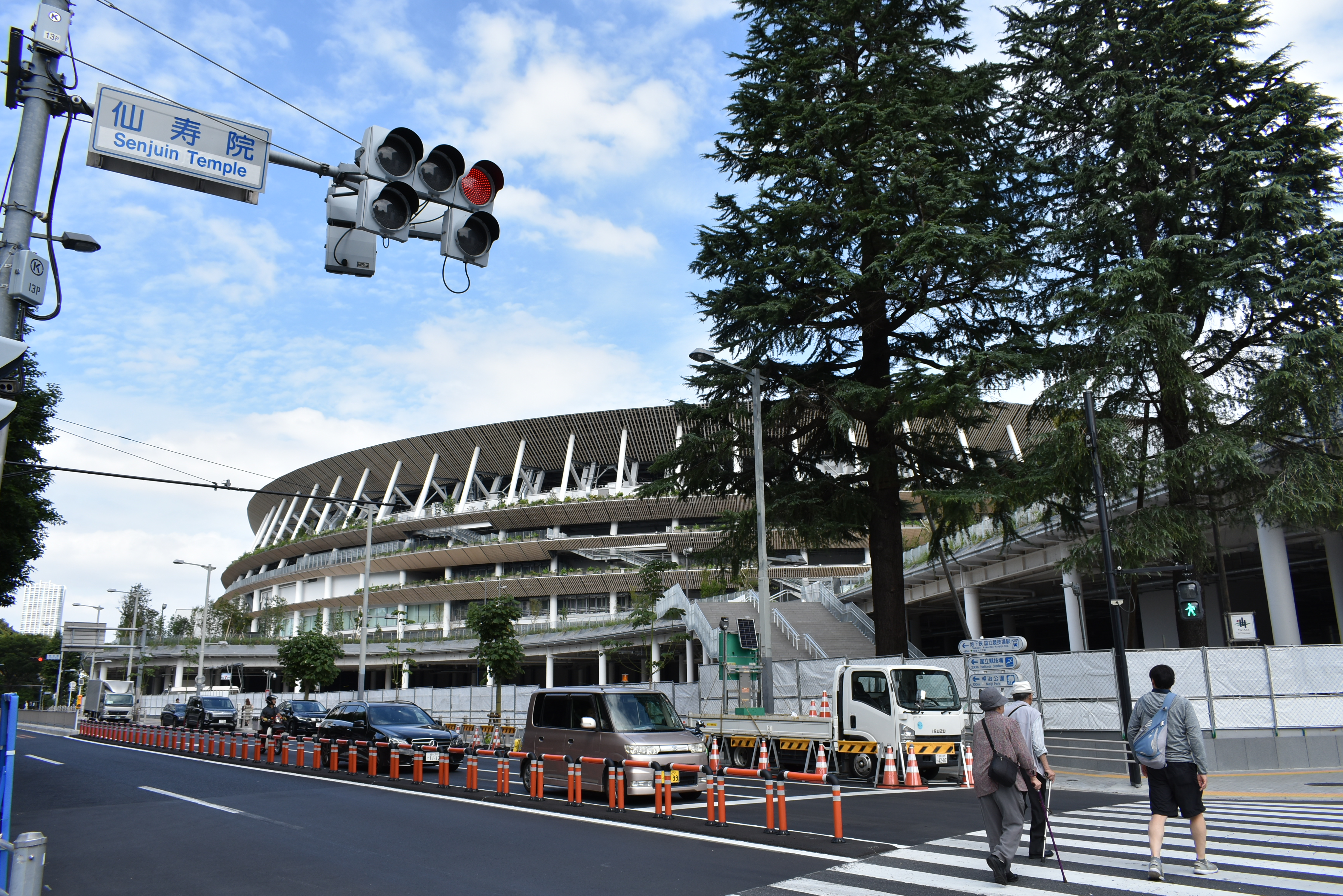
Tháng 9 năm 2019
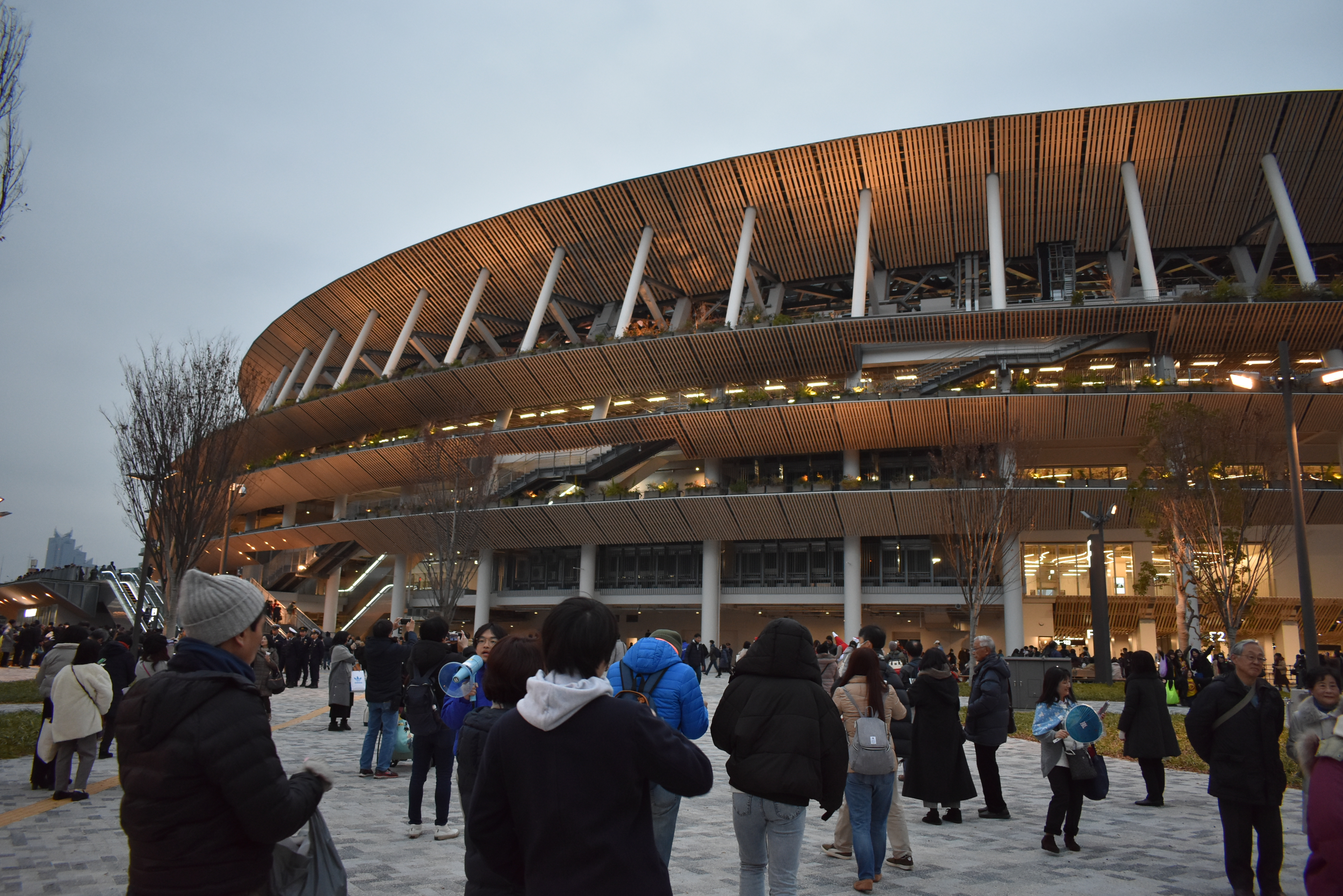
Tháng 12 năm 2019
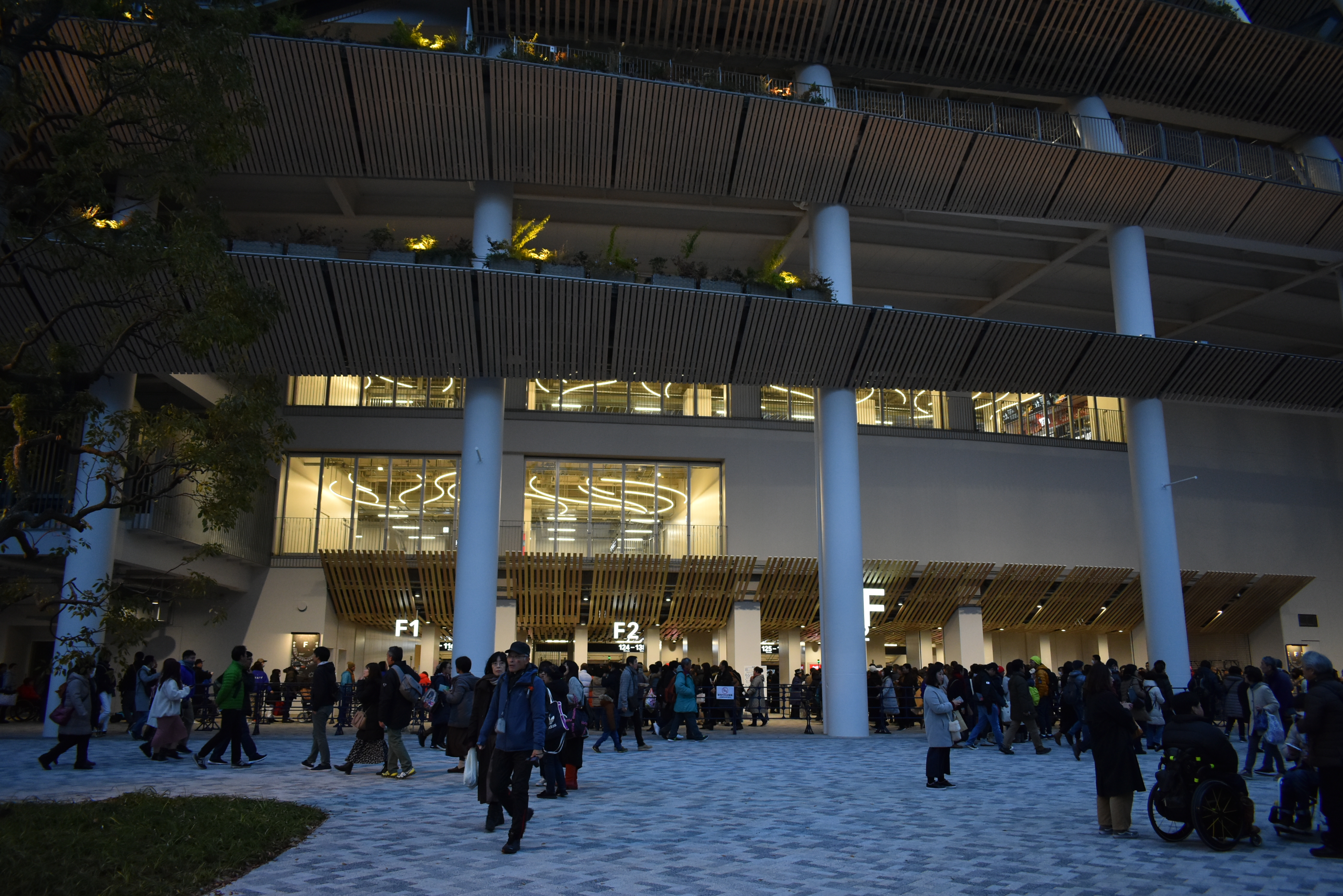
Tháng 12 năm 2019
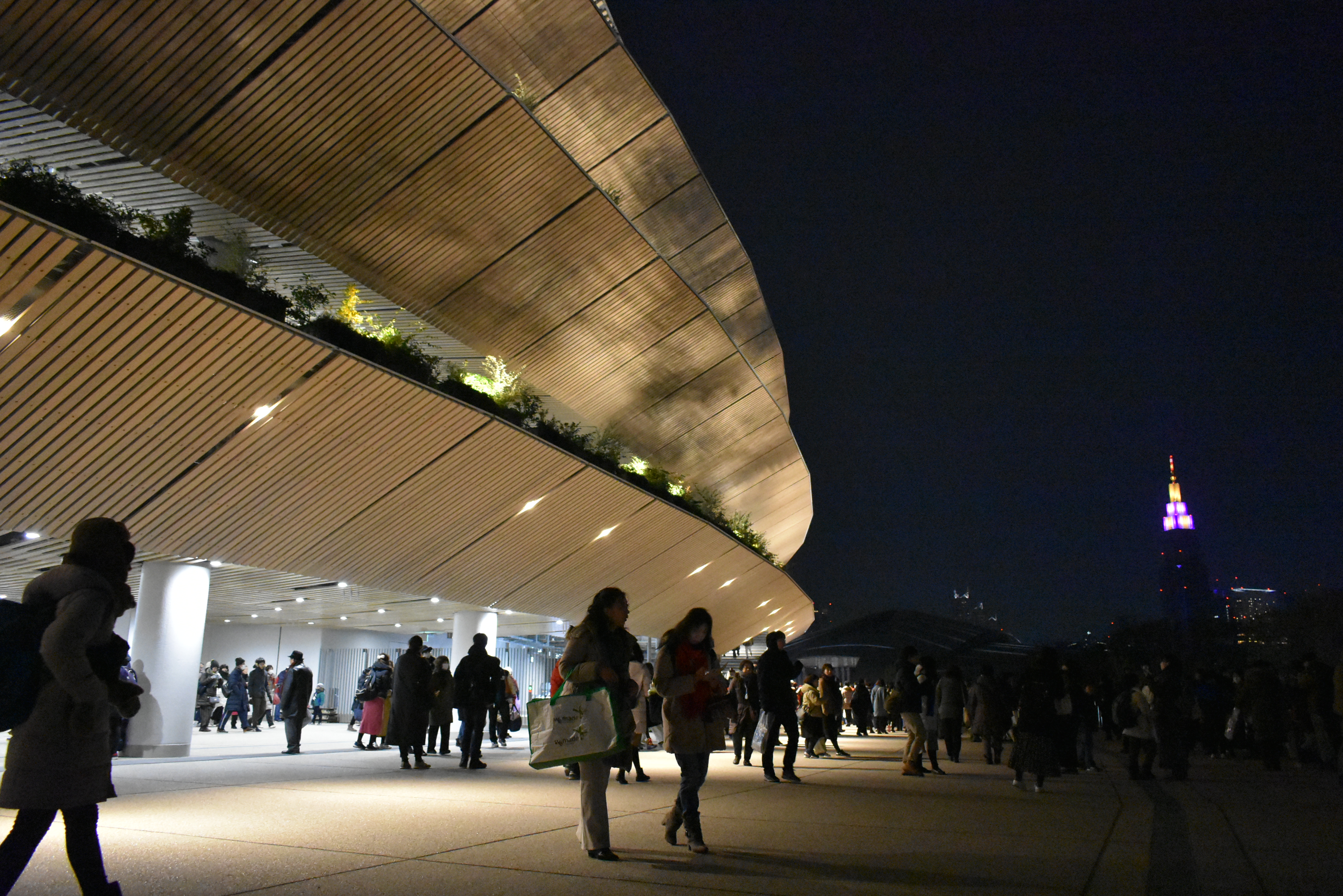
Tháng 12 năm 2019
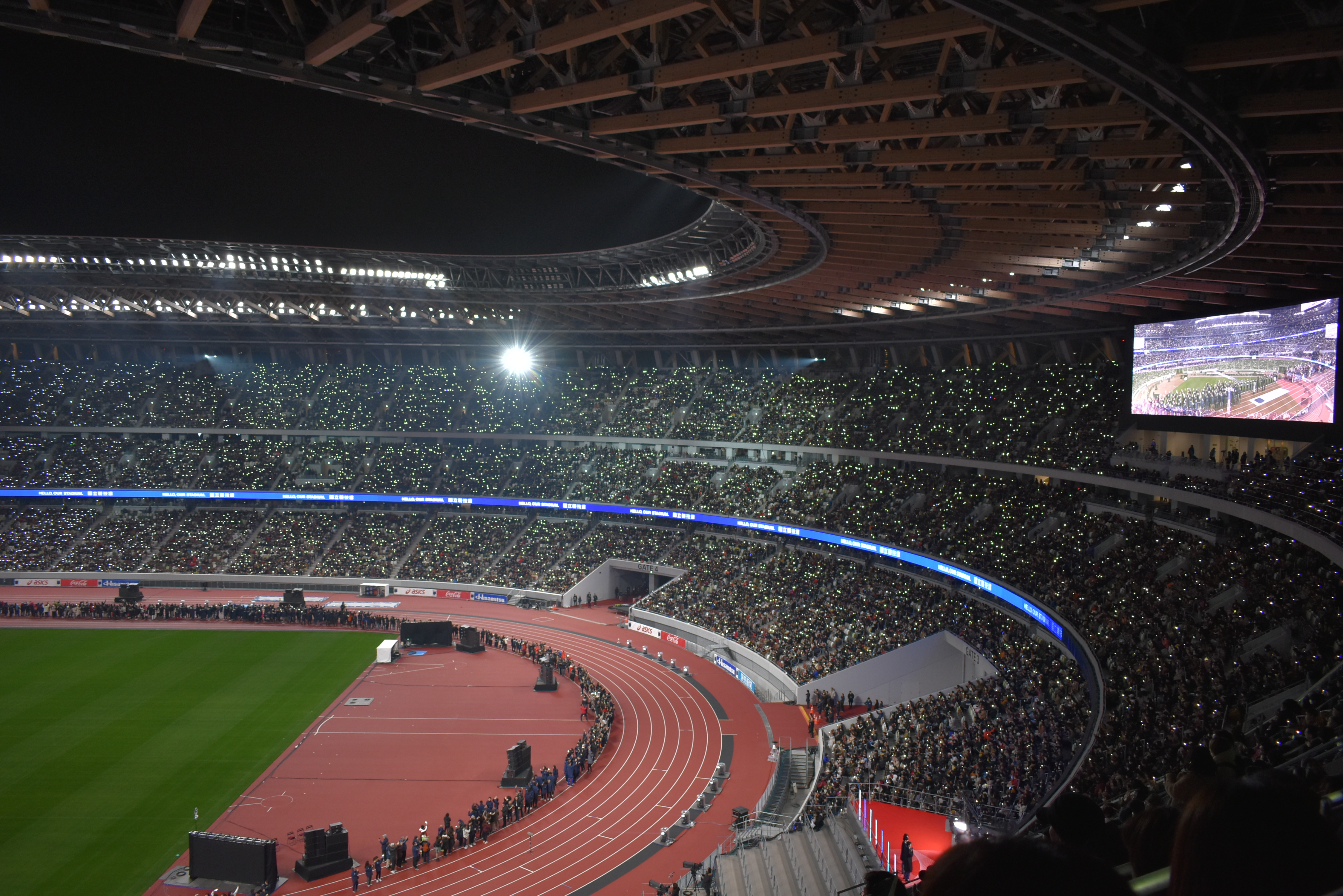
Tháng 12 năm 2019